# Lubuk Malako
Lubuk Malako is een bestuurslaag in het regentschap Solok Selatan van de provincie West-Sumatra, Indonesië. Lubuk Malako telt 4580 inwoners (volkstelling 2010).